# Club 12 de Junio
El Club 12 de Junio de Villa Hayes, conocido simplemente como 12 de Junio VH, es un club de fútbol profesional paraguayo de la ciudad de Villa Hayes, ubicada en el departamento de Presidente Hayes.Fue fundado el 12 de junio de 1936. Milita en la División Intermedia, Segunda División de Paraguay,  desde la temporada 2024, luego de coronarse campeón de la Primera División B Nacional 2023.
Mantiene una rivalidad deportiva ante Benjamín Aceval, que también pertenece a la ciudad de Villa Hayes y cuyos estadios están separados por apenas dos cuadras de distancia.

## Historia
El club fue fundado el 12 de junio de 1936 por varios excombatientes de la Guerra del Chaco y destacados ciudadanos de Villa Hayes. Participó en la Liga Villahayense de Fútbol, donde se consagró campeón en 6 ocasiones (última vez en 2019), convirtiéndose en el máximo ganador de su liga.

### Primera División B Nacional (2022-2023)
Debutó en la Primera División B Nacional en el año 2022. Quedó eliminado en la primera fase.
En su segunda participación, logró coronarse campeón al superar todas las fases y derrotar en la final a Oventense Fútbol Club por la mínima diferencia. El título le permitió jugar el partido de repechaje de ascenso a la División Intermedia, donde se impuso ante el Cristóbal Colón FBC de Julián Augusto Saldívar, subcampeón de la Primera División B Metropolitana.

## Estadio
Ejerce su localía en el estadio Facundo de León Fossati, que cuenta con una capacidad de 5 000 espectadores sentados y se encuentra ubicado en el centro urbano de la ciudad de Villa Hayes.
En octubre de 2024 iniciaron las obras de ampliación del estadio, en la que se aprovechará todo el espacio disponible para construir nuevas graderías, llegando así a una capacidad de 12.000 espectadores para el año 2026, pudiéndose disputar allí partidos nacionales importantes o incluso  algunos internacionales.

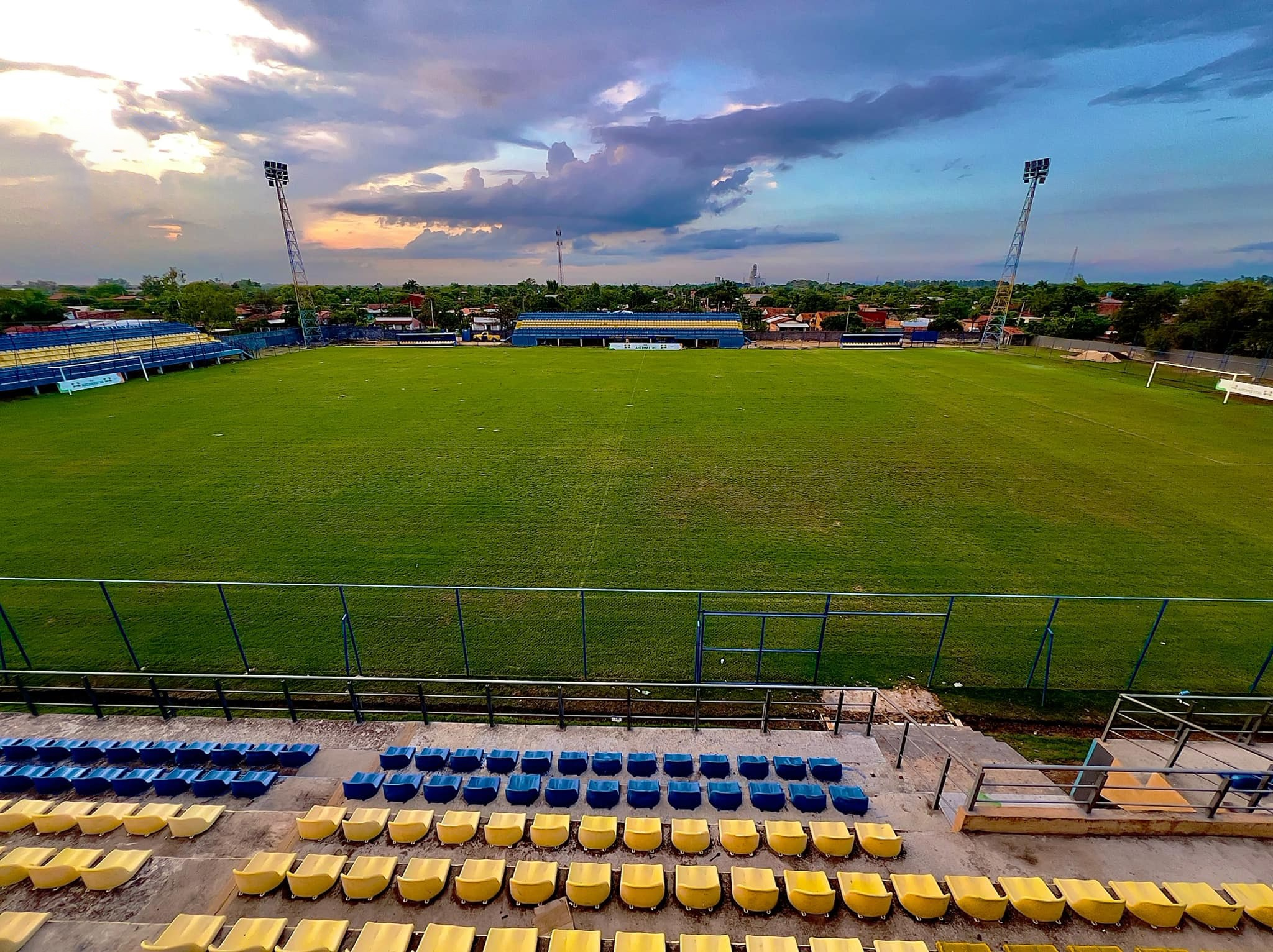
Estadio Facundo de León Fossati.

## Datos del club
- Temporadas en Segunda División: 2 (2024-2025).
- Temporadas en Tercera División: 2 (2022 y 2023).

## Palmarés

### Torneos nacionales
• Campeón de la Primera División B Nacional (1): 2023.

### Torneos regionales
• Campeón de la Liga Villahayense de Fútbol (6): 1982, 1985, 1991, 1999, 2011 y 2019.